# NK Radomlje
Nogometni klub Radomlje (tiếng Việt: Câu lạc bộ bóng đá Radomlje), thường hay gọi NK Radomlje hoặc đơn giản Radomlje, hiện tại có tên Kalcer Radomlje vì lý do tài trợ, là một câu lạc bộ bóng đá Slovenia ở thị trấn Radomlje. Đội bóng thi đấu ở Giải bóng đá hạng nhì quốc gia Slovenia, hạng thứ hai của bóng đá Slovenia.

## Lịch sử
Mặc dù Radomlje từng có một câu lạc bộ bóng đá là một phần của câu lạc bộ thể thao thị trấn từ năm 1934, nhưng câu lạc bộ không được thành lập một cách hợp pháp cho đến năm 1972 bởi một nhóm các công nhân nhà máy địa phương. Câu lạc bộ thi đấu ở các giải khu vực và nghiệp dư ở Nam Tư cho đến khi Slovenia tuyên bố độc lập, và thi đấu ở Giải bóng đá hạng ba quốc gia Slovenia. Câu lạc bộ đã giành quyền lên thi đấu tại Giải hạng nhì hai lần, ở các mùa giải 1991-92 và 2010-11. Ở mùa giải 2014-15 đội thi đấu ở hạng cao nhất của Slovenia, Giải bóng đá vô địch quốc gia Slovenia, lần đầu tiên trong lịch sử đội bóng.

## Cổ động viên
Các cổ động viên của Radomlje được gọi là FC Mlinar. Nhóm được thành lập vào ngày 24 tháng 4 năm 2009.

## Danh hiệu
- Giải bóng đá hạng nhì quốc gia Slovenia: 1

2015-16
- Giải bóng đá hạng ba quốc gia Slovenia: 2
  - 1991-92, 2010-11
- Giải bóng đá hạng tư quốc gia Slovenia: 1

2002-03
- MNZ Ljubljana Cup: 2

2013-14, 2018-19

## Lịch sử giải đấu kể từ năm 1991
| Mùa giải  | Giải vô địch             | Thứ hạng |
| --------- | ------------------------ | -------- |
| 1991-92   | MNZ Ljubljana (cấp độ 3) | thứ 1    |
| 1992-93   | 2. SNL                   | 1thứ 6   |
| 1993-94   | 3. SNL - Tây             | thứ 2    |
| 1994-95   | 3. SNL - Tây             | thứ 11   |
| 1995-96   | MNZ Ljubljana (cấp độ 4) | thứ 5    |
| 1996-97   | MNZ Ljubljana (cấp độ 4) | thứ 7    |
| 1997-98   | MNZ Ljubljana (cấp độ 4) | thứ 8    |
| 1998-99   | MNZ Ljubljana (cấp độ 4) | thứ 7    |
| 1999-2000 | MNZ Ljubljana (cấp độ 4) | thứ 6    |
| 2000-01   | MNZ Ljubljana (cấp độ 4) | thứ 9    |
| 2001-02   | MNZ Ljubljana (cấp độ 4) | thứ 4    |
| 2002-03   | MNZ Ljubljana (cấp độ 4) | thứ 1    |
| 2003-04   | 3. SNL - Trung           | thứ 7    |
| 2004-05   | 3. SNL - Tây             | thứ 2    |
| 2005-06   | 3. SNL - Tây             | thứ 7    |
| 2006-07   | 3. SNL - Tây             | thứ 2    |
| 2007-08   | 3. SNL - Tây             | thứ 8    |
| 2008-09   | 3. SNL - Tây             | thứ 3    |
| 2009-10   | 3. SNL - Tây             | thứ 4    |
| 2010-11   | 3. SNL - Tây             | thứ 1    |
| 2011-12   | 2. SNL                   | thứ 5    |
| 2012-13   | 2. SNL                   | thứ 5    |
| 2013-14   | 2. SNL                   | thứ 2    |
| 2014-15   | 1. SNL                   | thứ 10   |
| 2015-16   | 2. SNL                   | thứ 1    |
| 2016-17   | 1. SNL                   | thứ 10   |
| 2017-18   | 2. SNL                   | thứ 4    |
| 2018-19   | 2. SNL                   | thứ 3    |